# Primera B Nacional 2007-2008
La Primera B Nacional 2007-2008 è stata la 22ª edizione del campionato argentino di calcio di seconda divisione. È iniziata il 10 agosto 2007 ed è terminata il 15 giugno 2008.

## Squadre partecipanti
| Club                    | Città                 | Stadio                                 | Stagione precedente           |
| ----------------------- | --------------------- | -------------------------------------- | ----------------------------- |
| Aldosivi                | Mar del Plata         | Stadio José María Minella              | 12°                           |
| Almagro                 | Buenos Aires          | Stadio Tres de Febrero                 | 10°                           |
| Almirante Brown         | Isidro Casanova       | Stadio Fragata Presidente Sarmiento    | 1° in Primera B Metropolitana |
| Atlético Rafaela        | Rafaela               | Stadio Nuevo Monumental                | 4°                            |
| Belgrano                | Córdoba               | Stadio Julio César Villagra            | 19° in Primera Division       |
| Ben Hur                 | Rafaela               | Stadio Parque Barrio Ilolay            | 18°                           |
| CAI                     | Comodoro Rivadavia    | Stadio Municipal de Comodoro Rivadavia | 11°                           |
| Chacarita Juniors       | Buenos Aires          | Stadio Chacarita Juniors               | 6°                            |
| Defensa y Justicia      | Florencio Varela      | Stadio Norberto Tomaghello             | 9°                            |
| Ferro Carril Oeste      | Buenos Aires          | Stadio Arquitecto Ricardo Etcheverri   | 16°                           |
| Godoy Cruz              | Mendoza               | Stadio Malvinas Argentinas             | 17° in Primera Division       |
| Independiente Rivadavia | Mendoza               | Stadio Bautista Gargantini             | 1° in Torneo Argentino A      |
| Instituto (C)           | Córdoba               | Stadio Juan Domingo Perón              | 14°                           |
| Nueva Chicago           | Buenos Aires          | Stadio Nueva Chicago                   | 16° in Primera Division       |
| Platense                | Vicente López         | Stadio Ciudad de Vicente López         | 7°                            |
| Quilmes                 | Quilmes               | Stadio Centenario Ciudad de Quilmes    | 20° in Primera Division       |
| San Martín (T)          | San Miguel de Tucumán | Stadio La Ciundadela                   | 13°                           |
| Talleres (C)            | Córdoba               | Stadio Mario Alberto Kempes            | 20°                           |
| Tiro Federal            | Rosario               | Stadio Fortín de Ludueña               | 15°                           |
| Unión (SF)              | Santa Fe              | Stadio 15 aprile                       | 8°                            |

## Classifica finale
|  | Pos. | Squadra                 | Pt | G  | V  | N  | P  | GF | GS | DR  |
|  | ---- | ----------------------- | -- | -- | -- | -- | -- | -- | -- | --- |
|  | 1.   | San Martín (T)          | 66 | 38 | 18 | 12 | 8  | 48 | 28 | +20 |
|  | 2.   | Godoy Cruz              | 65 | 38 | 19 | 8  | 11 | 54 | 42 | +12 |
|  | 3.   | Unión (SF)              | 56 | 38 | 15 | 11 | 12 | 52 | 42 | +10 |
|  | 4.   | Belgrano                | 56 | 38 | 15 | 11 | 12 | 53 | 47 | +6  |
|  | 5.   | Chacarita Juniors       | 56 | 38 | 15 | 11 | 12 | 46 | 45 | +1  |
|  | 6.   | Quilmes                 | 55 | 38 | 14 | 13 | 11 | 43 | 35 | +8  |
|  | 7.   | Tiro Federal            | 54 | 38 | 14 | 12 | 12 | 44 | 36 | +8  |
|  | 8.   | Atlético Rafaela        | 53 | 38 | 14 | 11 | 13 | 47 | 42 | +5  |
|  | 9.   | CAI                     | 51 | 38 | 14 | 9  | 15 | 49 | 52 | −3  |
|  | 10.  | Ferro Carril Oeste      | 51 | 38 | 13 | 12 | 13 | 40 | 44 | −4  |
|  | 11.  | Aldosivi                | 48 | 38 | 13 | 9  | 16 | 50 | 45 | +5  |
|  | 12.  | Independiente Rivadavia | 47 | 38 | 13 | 8  | 17 | 49 | 51 | −2  |
|  | 13.  | Talleres (C)            | 46 | 38 | 13 | 7  | 18 | 46 | 63 | −17 |
|  | 14.  | Almagro (-3)            | 43 | 38 | 12 | 10 | 16 | 41 | 50 | −9  |
|  | 15.  | Instituto (C)           | 43 | 38 | 9  | 16 | 13 | 32 | 46 | −14 |
|  | 16.  | Defensa y Justicia      | 43 | 38 | 11 | 10 | 17 | 32 | 49 | −17 |
|  | 17.  | Platense                | 42 | 38 | 9  | 15 | 14 | 46 | 54 | −8  |
|  | 18.  | Almirante Brown (-18)   | 41 | 38 | 15 | 14 | 9  | 41 | 25 | +16 |
|  | 19.  | Ben Hur                 | 38 | 38 | 9  | 11 | 18 | 31 | 46 | −15 |
|  | 20.  | Nueva Chicago (-18)     | 34 | 38 | 12 | 16 | 10 | 47 | 44 | +3  |

Aggiornato al 22 giugno 2008. Fonte: AFA
      Promossa in Primera División 2008-2009.
  Ammesse ai play-off.

## Retrocessione
Le squadre con affiliazione diretta all'AFA, cioè quelle provenienti dalla città di Buenos Aires, dalla sua area metropolitana e dalla città di Rosario, vengono retrocesse in Primera B Metropolitana, mentre quelle con affiliazione indiretta vengono relegate nel Torneo Argentino A. Le penultime classificate di ciascuna affiliazione affrontano le vincitrici del torneo Reducido delle due categorie inferiori per l'eventuale retrocessione.
Le due squadre con il peggior promedio retrocedono nel torneo corrispondente alla propria affiliazione.
| Pos. | Club                    | 2005-06 | 2006-07 | 2007-08 | Totale | Giocate | Media | Affiliazione |
| ---- | ----------------------- | ------- | ------- | ------- | ------ | ------- | ----- | ------------ |
| 1.   | Godoy Cruz              | 63      | —       | 65      | 128    | 76      | 1.684 | Indiretta    |
| 2.   | Belgrano                | 62      | —       | 56      | 118    | 76      | 1.553 | Indiretta    |
| 3.   | Chacarita Juniors       | 60      | 61      | 56      | 177    | 114     | 1.553 | Diretta      |
| 4.   | Atlético Rafaela        | 53      | 68      | 53      | 174    | 114     | 1.526 | Indiretta    |
| 5.   | Quilmes                 | —       | —       | 55      | 55     | 38      | 1.447 | Diretta      |
| 6.   | San Martín (T)          | —       | 44      | 66      | 110    | 76      | 1.447 | Indiretta    |
| 7.   | Unión (SF)              | 46      | 57      | 56      | 159    | 114     | 1.395 | Diretta      |
| 8.   | Platense                | —       | 61      | 42      | 103    | 76      | 1.355 | Diretta      |
| 9.   | Defensa y Justicia      | 51      | 57      | 43      | 51     | 114     | 1.325 | Diretta      |
| 10.  | Almagro                 | 52      | 49      | 43      | 144    | 114     | 1.263 | Diretta      |
| 11.  | Aldosivi                | 48      | 45      | 48      | 141    | 114     | 1.237 | Indiretta    |
| 12.  | Independiente Rivadavia | —       | —       | 47      | 47     | 38      | 1.237 | Indiretta    |
| 13.  | CAI                     | 44      | 45      | 51      | 140    | 114     | 1.228 | Indiretta    |
| 14.  | Tiro Federal            | —       | 39      | 54      | 93     | 76      | 1.224 | Indiretta    |
| 15.  | Ferro Carril Oeste      | 43      | 39      | 51      | 133    | 114     | 1.167 | Diretta      |
| 16.  | Nueva Chicago           | 54      | —       | 34      | 88     | 76      | 1.158 | Diretta      |
| 17.  | Instituto (C)           | —       | 43      | 43      | 86     | 76      | 1.132 | Indiretta    |
| 18.  | Talleres (C)            | 55      | 26      | 46      | 127    | 114     | 1.114 | Indiretta    |
| 19.  | Ben Hur                 | 50      | 36      | 38      | 124    | 114     | 1.088 | Diretta      |
| 20.  | Almirante Brown         | —       | —       | 41      | 41     | 38      | 1.079 | Indiretta    |

Aggiornato al 22 giugno 2008. Fonte: AFA

## Play-off
i 3° e i 4° classificati giocano contro i 17° e i 18° della classifica retrocessione della Primera División.
| Squadra 1  | Totale | Squadra 2    | Andata | Ritorno |
| ---------- | ------ | ------------ | ------ | ------- |
| Belgrano   | 1 - 2  | Racing Club  | 1 - 1  | 0 - 1   |
| Unión (SF) | 2 - 3  | Gimnasia (J) | 1 - 0  | 1 - 3   |

### Verdetti
- Belgrano e  Unión (SF) restano in Primera B Nacional

## Play-out
| Squadra 1  | Totale | Squadra 2     | Andata | Ritorno |
| ---------- | ------ | ------------- | ------ | ------- |
| Los Andes  | 3 - 0  | Nueva Chicago | 1 - 0  | 2 - 0   |
| Racing (C) | 2 - 3  | Talleres (C)  | 1 - 2  | 1 - 1   |

### Verdetti
- Talleres (C) resta in Primera B Nacional
- Nueva Chicago retrocessa in Primera B Metropolitana 2008-2009

## Marcatori
| Pos. | Giocatore      | Club               | Reti |
| ---- | -------------- | ------------------ | ---- |
| 1    | Cristian Milla | Chacarita Juniors  | 19   |
| 1    | Leandro Zarate | Unión (SF)         | 19   |
| 3    | Leandro Armani | Tiro Federal       | 16   |
| 4    | Luis Salmerón  | Ferro Carril Oeste | 15   |
| 5    | Iván Borghello | Talleres (C)       | 13   |
| 5    | Héctor Cuevas  | Talleres (C)       | 13   |
| 5    | Daniel Vega    | Platense           | 13   |